# 博克伊奧爾達區
48°48′45″N 46°45′49″E / 48.81250°N 46.76361°E

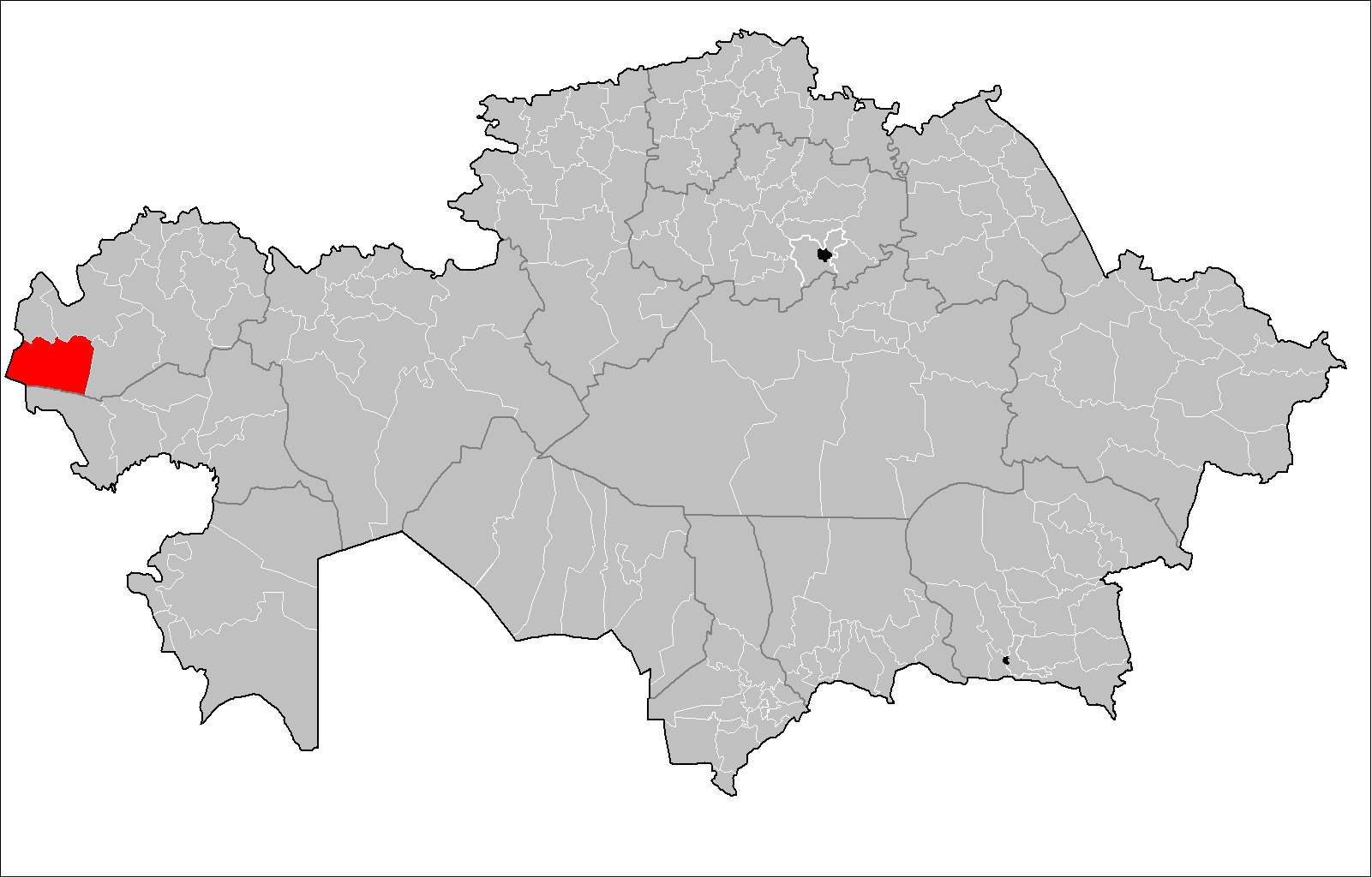

博克伊奧爾達區是哈薩克斯坦的行政區，位於該國西北部，由西哈薩克斯坦州負責管轄，首府設於賽欣，面積19,200平方公里，2019年人口15,222。